# Garcinia paucinervis
Garcinia paucinervis là một loài thực vật có hoa thuộc họ Clusiaceae.
Loài này có ở Trung Quốc và Việt Nam.
Chúng hiện đang bị đe dọa vì mất môi trường sống.